# Dekselvormig draadwatje
Het dekselvormig draadwatje (Trichia crateriformis) is een slijmzwam uit de familie Trichiidae. Het leeft saprotroof op rottend hout.

## Kenmerken

### Uiterlijke kenmerken
Sporangia zijn gesteeld, verspreid, omberbruin, bovenaan afgeplat en hebben een diameter van 0,5 tot 1,5 mm en een hoogte van 0,8 tot 1,5 mm. De kleur is olijfgroen. Het hypothallus is duidelijk te zien. Ze zijn kort gesteeld, waarbij de steel meestal minder is dan de helft van de totale hoogte.

### Microscopische kenmerken
Het elateren zijn overvloedig aanwezig, bruinachtig of okerkleurig en geel met doorvallend licht. De diameter is 7 tot 8 µm. Er zijn 4 of 5 prominente spiralen met weinig of geen stekels. De uiteinden lopen lang taps toe. De sporen meten 11 tot 12,5 in diameter.

## Verspreiding
In Nederland komt het dekselvormig draadwatje vrij zeldzaam voor.